# エトニタゼピン
エトニタゼピン（英：Etonitazepyne、N-pyrrolidino etonitazene）は強いオピオイド作用を持つベンゾイミダゾール誘導体であり、デザイナードラッグとしてインターネット上で販売され、多数の過剰摂取と関連している。

## 関連記事
- エタゼン
- エトニタゼン
- エトニタゼピプン
- イソトニタゼン
- メトニタゼン
- プロトニタゼピン